# Adelajda Zutphenska
Adelajda Zutphenska (Zutphen, * okrog 1030 - po 1059 ) je bila hči Liudolfa Brauweilerja , bonnskega grofa in zutphenskega gospoda, in Matilde Zutphenske , hčere Otona I. Zutphenskega. Matilda(tašča) je bila torej  vnukinja cesarja Oton II. (Otoni)  (973-983).

## Družina in potomci
Adelajda se je poročila z Gotšalkom Zutphenskim grofom Twente, ki je umrl okoli leta 1063. Imela sta naslednje potomce:
- Gebhard grof v Twente (ok. 1040 – ok. 1060) (Gerhard I. Loenski)
- Oton Bogati (ok. 1050 – 1113) poročen z Judito Arnsteinsko
- Godšalk II., gospod Gennepa
- Herbert (Humbert) Milenski[1] (1048–), klerik, menih v opatiji Corvey in opat v Paderbornu.
- Humbert, millenski gospodar, oče svetega Norberta Ksantenskega , ustanovitelja reda premonstratencev.